# Dino Urbani
Dino Urbani (Livorno, 8 de marzo de 1882-Varese, 9 de mayo de 1958) fue un deportista italiano que compitió en esgrima, especialista en las modalidades de espada y sable. Participó en los Juegos Olímpicos de Amberes 1920, obteniendo dos medallas de oro, en las pruebas de espada por equipos y sable por equipos.

## Palmarés internacional
| Juegos Olímpicos | Juegos Olímpicos  | Juegos Olímpicos | Juegos Olímpicos   |
| Año              | Lugar             | Medalla          | Prueba             |
| ---------------- | ----------------- | ---------------- | ------------------ |
| 1920             | Amberes (Bélgica) | Medalla de oro   | Espada por equipos |
| 1920             | Amberes (Bélgica) | Medalla de oro   | Sable por equipos  |